# Kriss Akabusi
Kriss Akabusi (Paddington, Gran Londres, Reino Unido, 28 de noviembre de 1958) fue un atleta británico, especializado en la prueba de 4 × 400 m en la que llegó a ser subcampeón mundial en 1987.

## Carrera deportiva
En el Mundial de Roma 1987 ganó la medalla de plata en los relevos 4 × 400 metros, con un tiempo de 2:58.86 segundos que fue récord europeo, llegando a la meta tras Estados Unidos y por delante de Cuba, siendo sus compañeros de equipo: Derek Redmond, Roger Black y Phil Brown.